# روبرتو آمادیو
روبرتو آمادیو (ایتالیایی: Roberto Amadio؛ زادهٔ ۱۰ ژوئیهٔ ۱۹۶۳) دوچرخه‌سوار اهل ایتالیا است.